# Notació de Helmholtz

Denominació de diverses notes DO mitjançant el sistema de Helmholtz.

El sistema de notació de Helmholtz és un sistema de notació musical per donar-li nom a les  notes de la escala cromàtica de la música occidental.
Va ser desenvolupat pel metge i físic alemany Hermann von Helmholtz (1821-1894), qui va utilitzar una combinació de lletres majúscules i minúscules (de la A a la G), i els símbols prima (′) i subprima (͵), per descriure cada nota individual de les diferents  octaves.
La notació alemanya és un dels tres sistemes formals de notació per nomenar les notes, sent els altres
- La  notació anglosaxona (que utilitza lletres: C, D, E, F, G, A, B)
- La  notació llatina (que utilitza síl·labes: do, re, mi, fa, sol, la, si ).

Com a sistema d'índex acústic, el de Helmholtz és un dels tres índexs registrals per nomenar les octaves, sent els altres
- L'índex acústic científic (que considera que el do audible més greu és el do0  i, per tant, el do central del piano és el do₄)
- L'índex acústic francobelga (que considera que el do audible més greu és el do-1  i, per tant, el do central del piano és el do₃).[2]

## Història
Helmholtz va desenvolupar aquest sistema per tal de definir les notes amb precisió en la seva obra clàssica sobre acústica  Die Lehre von den Tonempfindungen ALS physiologische Grundlage für die Theorie der Musik  (1863, 'la ciència de les sensacions del to com una base fisiològica per a la teoria de la música '). El sistema és utilitzat pels músics d'Alemanya. A principis del segle xx es va utilitzar en l'àmbit mèdic quan es parla dels aspectes científics del so en relació amb el sistema auditiu. Ara ha estat reemplaçat per la  notació científica. 

## Utilització
L'escala de Helmholtz sempre comença en la nota  C  i acaba en  B  ( C, D, E, F, G, A  i  B ). La nota  C  es mostra en octaves diferents, utilitzant lletres majúscules per a les notes greus, i lletres minúscules per a les notes agudes, i l'addició de les subprimes i primeres en la següent seqüència: C͵͵ C͵ C c c′ c″ c″′ (o ͵͵C ͵C C c c′ c″ c″′) i així successivament.
En aquest sistema, el do central s'anomena c′, per tant la seva octava està conformada per les notes
- c′

- d′
- e′
- f′
- g′
- a′
- b′.

Escala de C major.

A cada octava també se li pot donar un nom basat en el «mètode alemany» (vegeu més avall). Per exemple, la octava des de c & prime; fins a b & prime; es diu «octava d'una línia». 

### Variacions del sistema de Helmholtz
- La notació anglesa de múltiples C utilitza diverses lletres C repetides en lloc del símbol de subprima. Per tant, C͵ es pot veure escrita com CC. [3]
- El mètode alemany substitueix les primes amb una barra horitzontal sobre de la lletra. [3]
- La notació ABC, que actualment és útil sobretot per a la música tradicional occidental, especifica les octaves amb lletres majúscules i minúscules, comes i apòstrofs, de manera semblant a la notació de Helmholtz.
- La  notació musical científica és un sistema similar al d'Helmholtz que substitueix les primes i subprimes amb nombres enters.

## Representació en el pentagrama
Aquest diagrama mostra exemples de la nota més greu i més aguda de cada octava, donant el seu nom al sistema de Helmholtz (amb lletres i primes), i en el mètode alemany de nomenclatura octaves. (La octava per sota de la contraoctava es coneix com  sub-contra octave , 'subcontraoctava ').
- Contra octave:  contraoctava
- Great octave:  gran octava
- Small octave:  petita octava
- One-line octave:  octava d'una línia
- Two-line octave:  octava de dues línies
- Three-line octave:  octava de tres línies